# St. Pius (Münster)

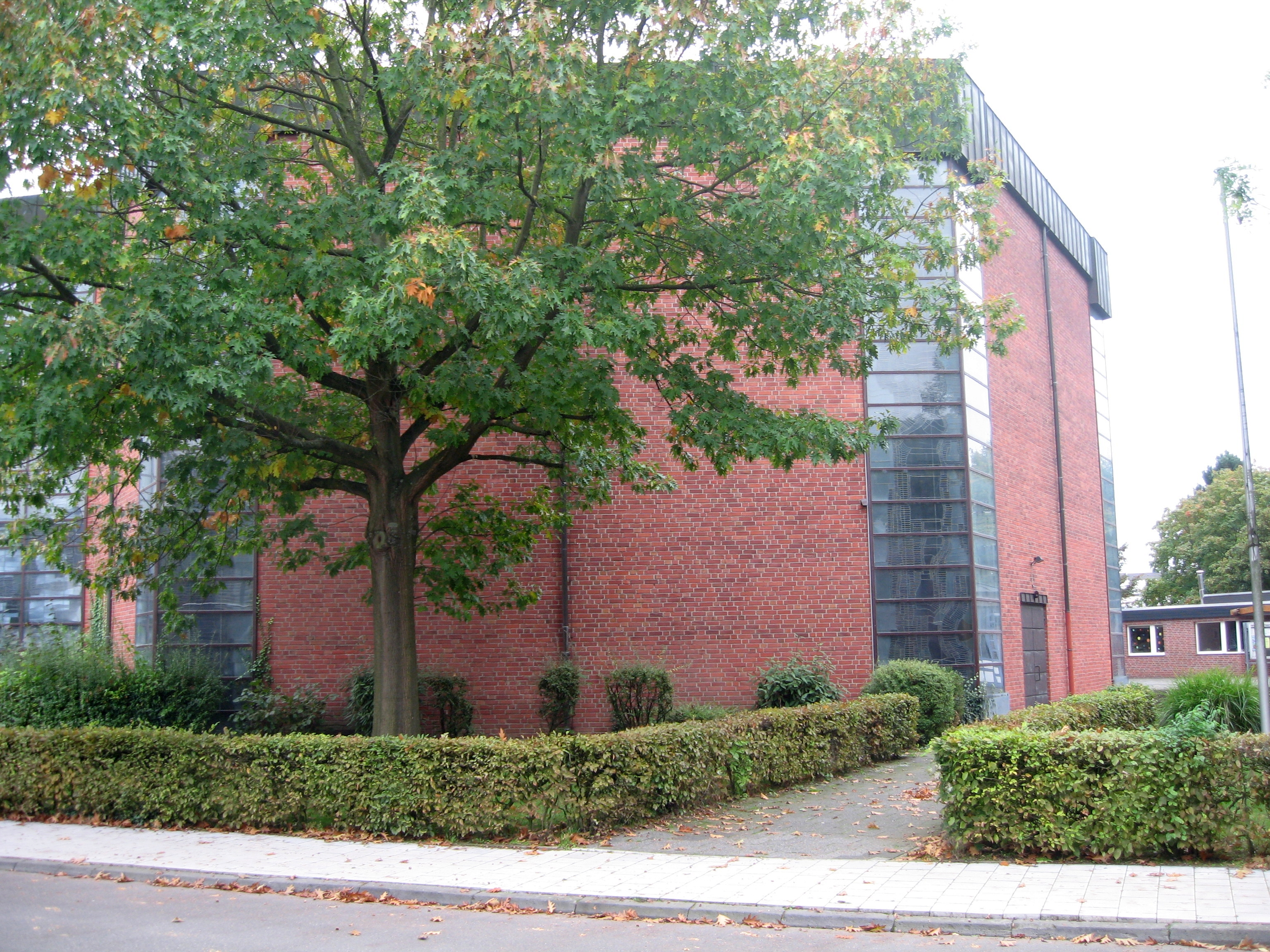
Filialkirche St. Pius (2019)

Die St.-Pius-Kirche ist eine katholische Kirche im Nordosten von Münster. Seit 2013 ist sie Filialkirche der fusionierten Kirchengemeinde St. Mauritz, innerhalb der sie zusammen mit der Erphokirche den Kirchort „Edith Stein“ bildet.

## Geschichte
Die Kirche wurde 1962–1963 nach Plänen der Architekten Paul Eiling und Günther Fiedler erbaut und dem heiligen Papst Pius X. geweiht. Mit der Weihe entstand im Wege der Abpfarrung der neue Pfarrbezirk St. Pius. 2003 wurde die Gemeinde als selbständiger Pfarrbezirk aufgelöst und der neu entstandenen Kirchengemeinde Heilige Edith Stein zugeordnet, deren Mutterkirche die Erphokirche ist. Im Rahmen einer weiteren Fusion ging diese Gemeinde 2013 in der Großgemeinde St. Mauritz auf.
Die St.-Pius-Kirche ist die Kirche der afrikanischen Gemeinde in Münster.

## Architektur
Der Hauptraum der Kirche hat den Grundriss eines regelmäßigen Sechsecks. An der Ostseite ist ihm ein sich verjüngender, zweiseitig schließender Chorraum angefügt. Westlich vorgelagert befindet sich der freistehende Turm, der 1964 errichtet und erst 1988 mit vier Glocken ausgestattet wurde.
| Nr. | Name                   | Gussjahr | Glockengießer                   | Durchmesser (mm) | Gewicht (kg) | Nominal |
| --- | ---------------------- | -------- | ------------------------------- | ---------------- | ------------ | ------- |
| 1   | Pius X                 | 1988     | Gebr. Petit & Edelbrock Gescher | 1193             | 1050         | e1      |
| 2   | Maria                  | 1988     | Gebr. Petit & Edelbrock Gescher | 1060             | 780          | fis1    |
| 3   | Bernhard von Clairvaux | 1988     | Gebr. Petit & Edelbrock Gescher | 580              | 323          | gis1    |
| 4   | Georg                  | 1988     | Gebr. Petit & Edelbrock Gescher | 845              | 420          | h1      |

## Ausstattung
Die Ausstattung, insbesondere der Altar, der Tabernakel sowie Ambo, Altarleuchter und der Taufstein wurden von dem Künstler Josef Baron (Hemmerde bei Unna) geschaffen. Das Altarkreuz ist über 300 Jahre alt und stammt aus Tirol. Im Altar sind Reliquien der hl. Ursula und Faustina eingemauert.

### Orgel
Die Orgel an der Rückwand wurde 1967 von der Orgelbaufirma Kreienbrink (Osnabrück) erbaut. Das Schleifladen-Instrument hat 19 Register auf zwei Manualen und Pedal. Die Spieltrakturen sind mechanisch, die Registertrakturen elektrisch.
| I Hauptwerk C–g3 |              |       |
| 1.               | Prinzipal    | 8′    |
| 2.               | Rohrflöte    | 8′    |
| 3.               | Oktave       | 4′    |
| 4.               | Gedacktflöte | 4′    |
| 5.               | Waldflöte    | 2′    |
| 6.               | Mixtur IV-V  | 1 ⁄3′ |
| 7.               | Holzdulcian  | 16′   |

| II Schwellwerk C–g3 |                     |        |
| 8.                  | Bleigedackt         | 8′     |
| 9.                  | Blockflöte          | 4′     |
| 10.                 | Prinzipal           | 2′     |
| 11.                 | Sifflöte            | 1 ⁄3′  |
| 12.                 | Septsesquialter III | 1 3⁄5′ |
| 13.                 | Scharff III-IV      | 2⁄3′   |
| 14.                 | Schalmey            | 8′     |
|                     | Tremulant           |        |

| Pedalwerk C–f1 |                 |       |
| 15.            | Subbass         | 16′   |
| 16.            | Offenbass       | 8′    |
| 17.            | Choralbass      | 4′    |
| 18.            | Basskornett III | 2 ⁄3′ |
| 19.            | Stillposaune    | 16′   |

- Koppeln: II/I, I/P, II/P